# Кулак (деталь)

Кулачковий механізм. Кулак з коліщатковим штовхачем

Кула́к (рос. кулак, англ. kep, нім. Nocken m, Kurventräger m, Kurve f, Zahn m, Kreuzkopf m) — деталь кулачкового механізму у вигляді пластини, диска або циліндра, яка має фасонну робочу поверхню. Наприклад, деталь виконавчого органу гірничої машини (кулаки посадочні, кулаки стопорні, кулаки дозуючі).
Кулаки посадочні — спеціальні пристосування призначені для точної фіксації кліті на приймальному майданчику шахтного ствола і суміщення рівнів рейок кліті та відкатних (на поверхні). Кулаки посадочні розташовані на верхніх приймальних майданчиках, нижніх горизонтах (при двоповерхових клітях), а також на проміжних горизонтах (за спеціальним рішенням). На вугільних шахтах застосовують відкидні Кулаки посадочні з електрогідравлічним, пневматичним або гідравлічним приводом.
Конструктивно кулаки посадочні складаються з двох пар опорних кулаків, які жорстко зв'язані з валами приводного механізму, і системи важелів та тяг, які з'єднують привідний механізм з кулаками. Повернення кулаків у первинне положення здійснюється за допомогою спеціального вантажу закріпленого на валу. Ввімкнення електрогідравлічного приводу у роботу здійснюється давачем положення кулаків. Привод повертає вали з кулаками, підставляючи їх під кліть. Остання при посадці на кулаки натискує вимикач електрогідропривода.